# Гурко Савинов
Гурко Христов Савинов е български революционер, деец на Вътрешната македоно-одринска революционна организация.

## Биография
Гурко Савинов е роден през 1882 година в град Охрид, тогава в Османската империя в стар охридски род - Никола Савинов е гръцки учител в града в първата половина на XIX век. Брат му Петър Савинов става виден охридски фотограф. Завършва първи клас в българската класическа гимназия в Битоля и се занимава с търговия. От 1902 година е член на околийския комитет на ВМОРО в Охрид и ръководии градската терористична група. През 1903 година се намира в Солун и подпомага гемиджиите за извършването на Солунските атентати, след които е арестуван и осъден на смърт. Помилван е и е заточен на остров Родос. През 1906 година е амнистиран, а от 1907 година живее в София, където умира на 9 февруари 1957 година
- Савинов, осъден на 8 години заточение на Родос
- Реклама на магазина на Гурко Савинов
- Реклама на магазин „Художник“ от Иван Енчев – Видю, „Българан“ № 29, 16 май 1909 г.